# الخرشة (الحديدة)

تعديل مصدري - تعديل

الخرشة هي إحدى قرى مديرية باجل، التابعة لمحافظة الحديدة اليمنية، بلغ تعداد سكانها 1248 نسمة حسب الإحصاء الذي جرى عام 2004.